# Haltepunt Sternhaus-Ramberg
Haltepunt Sternhaus-Ramberg is een van de oudste haltes van de Harzer Schmalspurbahnen (HSB), en ligt aan de Selketalbahn. De halte is geopend in 1887, en ligt midden in de natuur van het Selketal. De halte wordt gebruikt door wandelaars en mountainbikers. De halte heeft geen perron, dat wil zeggen dat men uitstapt op een paadje naast het spoor. De trein stopt op deze halte alleen op verzoek van de passagier.
Tussen Sternhaus-Ramberg en Mägdesprung ligt het steilste stuk van het gehele spoorwegennet van de HSB. Voor de stoomtreinen is de rit naar de top van de Brocken minder zwaar dan dit gedeelte.

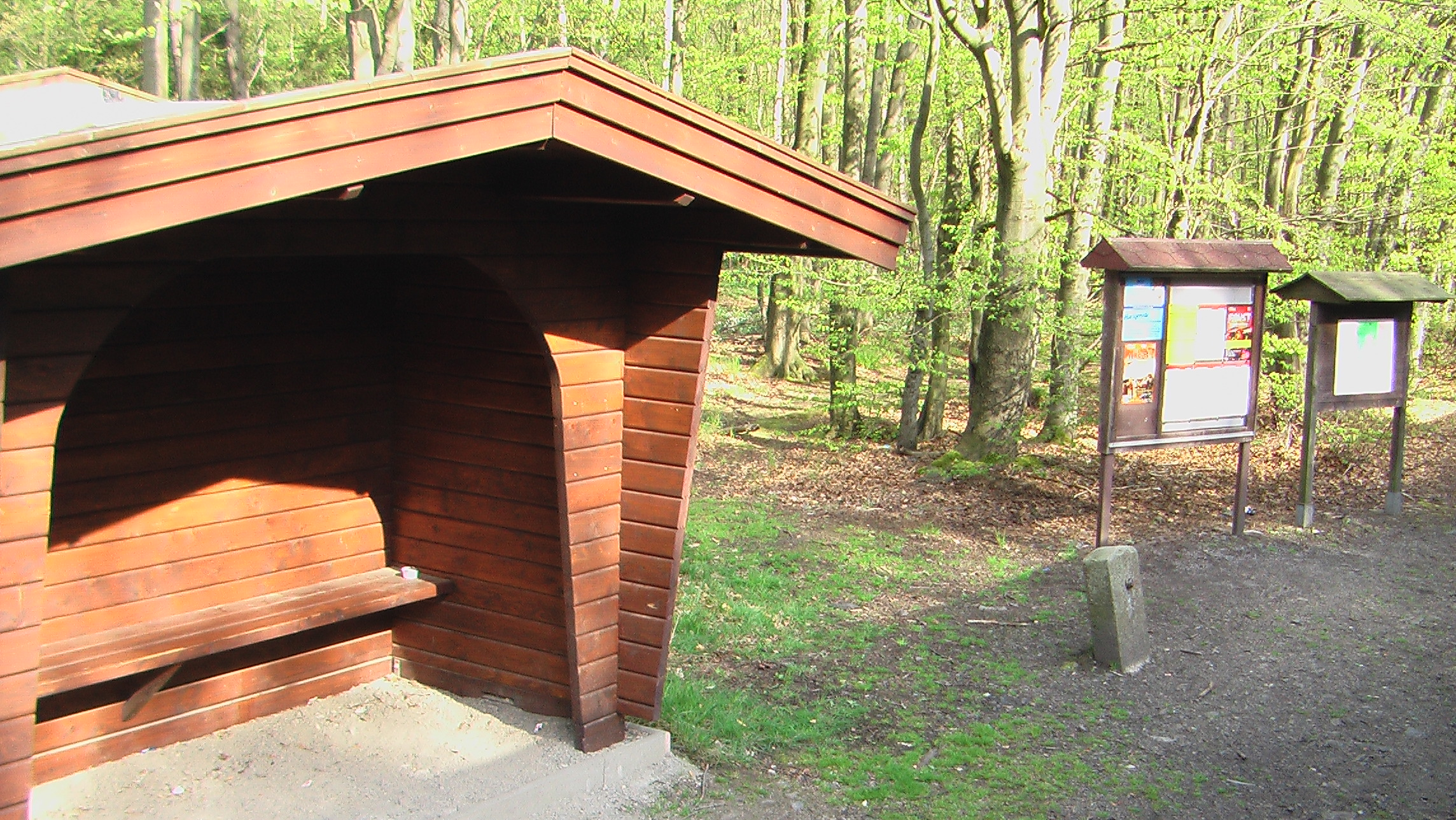
Haltepunt Sternhaus-Ramberg gezien vanuit de trein.

Quedlinburg ·
Quarmbeck ·
Bad Suderode ·
Gernrode ·
Osterteich ·
Sternhaus-Haferfeld ·
Sternhaus-Ramberg ·
Mägdesprung ·
Drahtzug ·
Alexisbad ·
Harzgerode · 
Silberhütte ·
Strassberg-Glasebach ·
Strassberg ·
Güntersberge ·
Friedrichshöhe ·
Albrechtshaus ·
Stiege ·
Hasselfelde · 
Birkenmoor ·
Eisfelder Talmühle